# Arses telescopthalmus
El monarca elegante (Arses telescopthalmus) es una especie de ave paseriforme de la familia Monarchidae endémica de Nueva Guinea, las islas Aru y Raja Ampat.